# Zony
Uno zony è la prole ibrida di una zebra e di un pony.

## Descrizione
Si tratta di un equino dalle dimensioni intermedie tra le specie parentali e con il pellame a strisce.

## Storia
Durante la Guerra del Sud Africa, i Boeri usarono l'ibrido tra una zebra e un pony principalmente per trasportare le armi. Un esemplare fu catturato dalle forze britanniche e presentato al re Edoardo VII da Lord Kitchener, e fu fotografato da W.S. Berridge. Esperimenti simili erano stati effettuati negli Stati Uniti con l'accoppiamento di un pony con uno stallone di zebra. Gli esperimenti sono stati riportati in Genetics in Relation to Agriculture di E.B. Babcock e R.E. Clausen e in The Science of Life di H. G. Wells, Julian Huxley e G. P. Wells.